# 光叶金合欢
光叶金合欢（学名：Acacia delavayi）为豆科金合欢属的植物，是中国的特有植物。分布在中国大陆的云南等地，生长于海拔1,700米至2,200米的地区，多生长于山地，目前尚未由人工引种栽培。

## 别名
阔叶相思树、老虎刺

## 异名
- Acacia delavayi Franch. var. kunmingensis C. Chen et H. Sun